# Jean Nergal
Jean Nergal est un acteur, metteur en scène et réalisateur belge, né Jean Joseph Amélie Dupont le 20 mars 1921 à Herentals et mort le 4 janvier 1987 à Jette.
Il débute au Théâtre royal des Galeries, puis au Rideau de Bruxelles, avant d'être engagé pour cinq ans au Théâtre national de Belgique. Il quitte le National en 1952 pour devenir réalisateur à la télévision belge jusqu'en 1970. Pendant ce temps, il joue à Paris (notamment au Théâtre du Vieux-Colombier et au Théâtre Sarah-Bernhardt), Londres, Venise et en Amérique.
Il a été chargé de cours à l'Institut des arts de diffusion, a reçu l'Ève du Théâtre en 1962 pour Les Mains d'Eurydice de Pedro Bloch (en) et a dirigé le Théâtre royal du Parc de 1970 à sa mort en 1987.
Aux côtés de Jacques Huisman, Claude Étienne, Roger Domani, Jean-Pierre Rey, Jean Nergal est une des dernières figures historiques du théâtre belge de la deuxième moitié du XXe siècle.

## Théâtre
- 1944 : Le Survivant de Jean-François Noël, mise en scène de Claude Étienne, Rideau de Bruxelles
- 1985 : L'Inconnue d'Arras d'Armand Salacrou, mise en scène de Jean Nergal, Théâtre royal du Parc

## Filmographie

### Acteur
- 1945 : Illusions du bonheur de Gaston Arien : Pierre
- 1946 : Baraque no 1 d'Émile-Georges De Meyst : le fils de Mme Lambotte
- 1956 : La Grande Peur de Monsieur Clément de Paul Diebens
- 1957 : Le Septième Commandement de Raymond Bernard : Van Roosebeck
- 1960 : Electra d'André Gevrey : Égisthe
- 1962 : La Nuit des rois, téléfilm
- 1970 : L'Ennemi sans visage de Teff Erhat : Docteur Arthus
- 1971 : Quentin Durward de Gilles Grangier : Guillaume de La Marck
- 1973 : La Porteuse de pain de Marcel Camus : l'avocat

### Réalisateur de téléfilms
- 1959 : Turquoise
- 1970 : Le Train pour Venise
- 1973 : Incident à Vichy